# 唐格拉尔
唐格拉尔（Baron Danglars），又译丹格拉尔，是法国著名小说家大仲马所著《基督山伯爵》中的重要人物，也是基督山伯爵的三个仇敌中唯一一个活下来的人，身份为银行家。

## 生平
初为莫雷尔公司的一艘船的船员，因为嫉妒爱德蒙·唐泰斯将要成为船长，联合费尔南·蒙德哥把爱德蒙送进了监狱。之后成为了一名银行家，拥有巨额财富却自私自利。昔日对唐格拉尔有恩的莫雷尔公司负责人莫雷尔因为破产找到他寻求帮助，却被无情拒绝。
爱德蒙化名为基督山伯爵时隔22年返回巴黎开始复仇，用种种手段榨干了唐格拉尔的财富，还借其手找到了另一个仇人费尔南的发迹真相。唐格拉尔因为破产只能出逃到罗马，被基督山伯爵的强盗朋友所获。基督山伯爵目睹了仇人维尔福家庭的惨剧后，不想有更多的杀戮，因此及时赶到罗马拯救了快要饿死的唐格拉尔。
唐格拉尔最后名声扫地，家庭也分崩离析。只能靠着基督山伯爵赐予的5万法郎苟延残喘的活下去。